# Дели Марко
Дели Марко е хайдушки християнски предводител по време на дългата война. В българската историография е известен като далматинец, което може би идва да подскаже че е родом някъде от албанските територии. 
Споменава се за първи път след 1590 година, като младеж командващ група войници на служба при Сигизмунд Батори. 
По народностен произход вероятно е българин, понеже спореди източниците непрестанно е в компанията на Баба Новак в извършването на непрекъснати нападения на юг от Дунав, на територията намираща се днес в България и Сърбия.  Според някои сведения те навлизат на юг в дълбочина дори до Пловдив и Одрин. 
През 1605 г. напуска Трансилвания и се преселва в Западна Унгария. След края дългата война е на страната на брата Матиас на Рудолф II в кавгата му с императора. Последното сведение за него е че като наемник се присъединява към силите на италианския генерал Джорджо Баста, като през 1616 г. се завръща за постоянно в Трансилвания. 